# محمد رستگاری
بنیان گذار هنر تئاتر نجف آباد در سال ۱۳۱۹ هجری شمسی در نجف آباد اصفهان دیده به جهان گشود.
در حین اشتغال به خیاطی به خاطر استعداد و علاقه فراوان به تئاتر در این رشته هنری مشغول به تحصیل شد.
مدتی نزد استاد فرهمند به آموختن تئاتر پرداخت و با همکاری ایشان نمایش‌هایی همچون((حاج عبدالغفار به کره مریخ می‌رود))و((کنیز یا عشق امین عبدالله)) را بر روی صحنه برد.
بعد از انقلاب به سازمان صدا و سیما دعوت شد و ۲۵ سال در تلویزیون به عنوان کارگردان و بازیگر مشغول به کار شد
وی در ۲۳ تیرماه ۹۱ به دلیل ایست قلبی دار فانی را وداع گفت و در قطعه هنرمندان آرامستان نجف آباد به خاک سپرده شد.

## تولیدات تلویزیونی
- آن شصت نفر آن شصت هزار نفر
- بابا صفر
- مردان خدا
- دوستان
- رمال باشی
- مزد
- حماسه کربلا